# 铜鼓镇 (长宁县)
铜鼓乡，是中华人民共和国四川省宜宾市长宁县下辖的一个乡镇级行政单位。2019年8月，撤销三元乡，将其所属行政区域划归铜鼓镇管辖。

## 行政区划
铜鼓乡下辖以下地区：
新星社区、红星村、星火村、民星社区村、和睦村、五星村、马桥村、柏果村、长伍村、龙群村、黄桷村、星金村和水库村。